# Puchar IBU w biathlonie 2015/2016
Puchar IBU w biathlonie 2015/2016 – ósma edycja tego cyklu zawodów. Pierwsze starty odbyły się 28 listopada w szwedzkim Idre, zaś ostatnie zawody odbyły się we włoskim Martell-Val Martello, 13 marca 2016 roku. Najważniejszą imprezą tego sezonu były Mistrzostwa Europy w Biathlonie, wliczane do klasyfikacji pucharu IBU.
Tytułów sprzed roku z bronili: Wśród kobiet Rosjanka Anna Nikulina, natomiast u mężczyzn Niemiec Florian Graf.
Tym razem najlepsi w klasyfikacji generalnej okazali się: U kobiet Niemka Nadine Horchler, a u panów Rosjanin Matwiej Jelisiejew. W sprincie zwyciężyła również Niemka, a u panów Rosjanin Petr Paszczenko. W biegu indywidualnym zwyciężyli Rosjanie: Swietłana Slepcowa i Matwiej Jelisiejew. Bieg pościgowy (na dochodzenie) okazał się najlepszy dla Rosjan Swietłany Slepcowej i Antona Babikowa. W Pucharze Narodów, w obu kategoriach zwyciężyli Rosjanie.
Zawody w Dusznikach-Zdroju zostały przeniesione do włoskiego Ridnaun z powodu trudności z przygotowaniem tras biegowych.

## Wyniki

### Mężczyźni
| 1. Idre, 27 – 29 listopada 2015 | 1. Idre, 27 – 29 listopada 2015 | 1. Idre, 27 – 29 listopada 2015 | 1. Idre, 27 – 29 listopada 2015 | 1. Idre, 27 – 29 listopada 2015 |
| Data                            | Konkurencja                     | miejsce                         | miejsce                         | miejsce                         |
| ------------------------------- | ------------------------------- | ------------------------------- | ------------------------------- | ------------------------------- |
| 28 listopada                    | Sprint na 10 km                 | Petr Paszczenko                 | Erlend Bjøntegaard              | Matthias Bischl                 |
| 29 listopada                    | Sprint 10 km                    | Matwiej Jelisiejew              | Ołeksander Żyrnyj               | Erling Ålvik                    |

| 2. Ridnaun-Val Ridanna, 11 – 13 grudnia 2015 | 2. Ridnaun-Val Ridanna, 11 – 13 grudnia 2015 | 2. Ridnaun-Val Ridanna, 11 – 13 grudnia 2015 | 2. Ridnaun-Val Ridanna, 11 – 13 grudnia 2015 | 2. Ridnaun-Val Ridanna, 11 – 13 grudnia 2015 |
| Data                                         | Konkurencja                                  | miejsce                                      | miejsce                                      | miejsce                                      |
| -------------------------------------------- | -------------------------------------------- | -------------------------------------------- | -------------------------------------------- | -------------------------------------------- |
| 12 grudnia                                   | Sprint na 10 km                              | Anton Babikow                                | Alexander Os                                 | Matwiej Jelisiejew                           |
| 13 grudnia                                   | Bieg pościgowy na 12,5 km                    | Anton Babikow                                | Matwiej Jelisiejew                           | Florent Claude                               |

| 3. Obertilliach, 17 – 19 grudnia 2015 | 3. Obertilliach, 17 – 19 grudnia 2015 | 3. Obertilliach, 17 – 19 grudnia 2015 | 3. Obertilliach, 17 – 19 grudnia 2015 | 3. Obertilliach, 17 – 19 grudnia 2015 |
| Data                                  | Konkurencja                           | miejsce                               | miejsce                               | miejsce                               |
| ------------------------------------- | ------------------------------------- | ------------------------------------- | ------------------------------------- | ------------------------------------- |
| 18 grudnia                            | Bieg indywidualny 20 km               | Matwiej Jelisiejew                    | Anton Babikow                         | Jurij Szopin                          |
| 19 grudnia                            | Sprint 10 km                          | Timofiej Łapszyn                      | Matwiej Jelisiejew                    | Antonin Guigonnat                     |

| 4. Nové Město, 7 – 10 stycznia 2016 | 4. Nové Město, 7 – 10 stycznia 2016 | 4. Nové Město, 7 – 10 stycznia 2016 | 4. Nové Město, 7 – 10 stycznia 2016 | 4. Nové Město, 7 – 10 stycznia 2016 |
| Data                                | Konkurencja                         | miejsce                             | miejsce                             | miejsce                             |
| ----------------------------------- | ----------------------------------- | ----------------------------------- | ----------------------------------- | ----------------------------------- |
| 9 stycznia                          | Sprint na 10 km                     | Fabien Claude                       | Timofiej Łapszyn                    | Dzmitryj Abaszeu                    |
| 10 stycznia                         | Sprint na 10 km                     | Petr Paszczenko                     | Timofiej Łapszyn                    | Johannes Kühn                       |

| 5. Duszniki-Zdrój Ridnaun-Val Ridanna, 14 – 17 stycznia 2016 | 5. Duszniki-Zdrój Ridnaun-Val Ridanna, 14 – 17 stycznia 2016 | 5. Duszniki-Zdrój Ridnaun-Val Ridanna, 14 – 17 stycznia 2016 | 5. Duszniki-Zdrój Ridnaun-Val Ridanna, 14 – 17 stycznia 2016 | 5. Duszniki-Zdrój Ridnaun-Val Ridanna, 14 – 17 stycznia 2016 |
| Data                                                         | Konkurencja                                                  | miejsce                                                      | miejsce                                                      | miejsce                                                      |
| ------------------------------------------------------------ | ------------------------------------------------------------ | ------------------------------------------------------------ | ------------------------------------------------------------ | ------------------------------------------------------------ |
| 14 stycznia                                                  | Sprint 10 km                                                 | Anton Babikow                                                | Aleksiej Slepow                                              | Matwiej Jelisiejew                                           |
| 16 stycznia                                                  | Bieg pościgowy na 12,5 km                                    | Aleksiej Slepow                                              | Anton Babikow                                                | Vetle Sjåstad Christiansen                                   |

| 6. Langdorf, 21 – 23 stycznia 2016 | 6. Langdorf, 21 – 23 stycznia 2016 | 6. Langdorf, 21 – 23 stycznia 2016 | 6. Langdorf, 21 – 23 stycznia 2016 | 6. Langdorf, 21 – 23 stycznia 2016 |
| Data                               | Konkurencja                        | miejsce                            | miejsce                            | miejsce                            |
| ---------------------------------- | ---------------------------------- | ---------------------------------- | ---------------------------------- | ---------------------------------- |
| 21 stycznia                        | Sprint na 10 km                    | Matwiej Jelisiejew                 | Jurij Szopin                       | Petr Paszczenko                    |
| 22 stycznia                        | Bieg pościgowy na 12,5 km          | Jurij Szopin                       | Philipp Horn                       | Alaksandr Darożka                  |

| 7. Osrblie, 11 – 14 lutego 2016 | 7. Osrblie, 11 – 14 lutego 2016 | 7. Osrblie, 11 – 14 lutego 2016 | 7. Osrblie, 11 – 14 lutego 2016 | 7. Osrblie, 11 – 14 lutego 2016 |
| Data                            | Konkurencja                     | miejsce                         | miejsce                         | miejsce                         |
| ------------------------------- | ------------------------------- | ------------------------------- | ------------------------------- | ------------------------------- |
| 13 lutego                       | Bieg indywidualny na 20 km      | Matwiej Jelisiejew              | Krasimir Anew                   | Matthias Bischl                 |
| 14 lutego                       | Sprint na 10 km                 | Eduard Łatypow                  | Jaroslav Soukup                 | Rusłan Tkałenko                 |

| 8. Martell-Val Martello, 9 – 13 marca 2016 | 8. Martell-Val Martello, 9 – 13 marca 2016 | 8. Martell-Val Martello, 9 – 13 marca 2016 | 8. Martell-Val Martello, 9 – 13 marca 2016 | 8. Martell-Val Martello, 9 – 13 marca 2016 |
| Data                                       | Konkurencja                                | miejsce                                    | miejsce                                    | miejsce                                    |
| ------------------------------------------ | ------------------------------------------ | ------------------------------------------ | ------------------------------------------ | ------------------------------------------ |
| 10 marca                                   | Sprint na 10 km                            | Antonin Guigonnat                          | Aleksiej Slepow                            | Andreas Dahlø Wærnes                       |
| 12 marca                                   | Sprint na 10 km                            | Aleksiej Slepow                            | Petr Paszczenko                            | Florian Graf                               |

### Kobiety
| 1. Idre, 27 – 29 listopada 2015 | 1. Idre, 27 – 29 listopada 2015 | 1. Idre, 27 – 29 listopada 2015 | 1. Idre, 27 – 29 listopada 2015 | 1. Idre, 27 – 29 listopada 2015 |
| Data                            | Konkurencja                     | miejsce                         | miejsce                         | miejsce                         |
| ------------------------------- | ------------------------------- | ------------------------------- | ------------------------------- | ------------------------------- |
| 28 listopada                    | Sprint na 7,5 km                | Magdalena Gwizdoń               | Uljana Kajszewa                 | Célia Aymonier                  |
| 29 listopada                    | Sprint 7,5 km (29.11.)          | Bente Landheim                  | Uljana Kajszewa                 | Hilde Fenne                     |

| 2. Ridnaun-Val Ridanna, 11 – 13 grudnia 2015 | 2. Ridnaun-Val Ridanna, 11 – 13 grudnia 2015 | 2. Ridnaun-Val Ridanna, 11 – 13 grudnia 2015 | 2. Ridnaun-Val Ridanna, 11 – 13 grudnia 2015 | 2. Ridnaun-Val Ridanna, 11 – 13 grudnia 2015 |
| Data                                         | Konkurencja                                  | miejsce                                      | miejsce                                      | miejsce                                      |
| -------------------------------------------- | -------------------------------------------- | -------------------------------------------- | -------------------------------------------- | -------------------------------------------- |
| 12 grudnia                                   | Sprint na 7,5 km                             | Iryna Warwyneć                               | Anaïs Chevalier                              | Anna Szczerbinina                            |
| 13 grudnia                                   | Bieg pościgowy na 10 km                      | Galina Nieczkasowa                           | Chloé Chevalier                              | Iryna Warwyneć                               |

| 3. Obertilliach, 17 – 19 grudnia 2015 | 3. Obertilliach, 17 – 19 grudnia 2015 | 3. Obertilliach, 17 – 19 grudnia 2015 | 3. Obertilliach, 17 – 19 grudnia 2015 | 3. Obertilliach, 17 – 19 grudnia 2015 |
| Data                                  | Konkurencja                           | miejsce                               | miejsce                               | miejsce                               |
| ------------------------------------- | ------------------------------------- | ------------------------------------- | ------------------------------------- | ------------------------------------- |
| 18 grudnia                            | Bieg indywidualny na 15 km            | Swietłana Slepcowa                    | Lene Berg Ådlandsvik                  | Alina Rajkowa                         |
| 19 grudnia                            | Sprint na 7,5 km                      | Tatjana Akimowa                       | Olga Wiłuchina                        | Alexia Runggaldier                    |

| 4. Nové Město, 7 – 10 stycznia 2016 | 4. Nové Město, 7 – 10 stycznia 2016 | 4. Nové Město, 7 – 10 stycznia 2016 | 4. Nové Město, 7 – 10 stycznia 2016 | 4. Nové Město, 7 – 10 stycznia 2016 |
| Data                                | Konkurencja                         | miejsce                             | miejsce                             | miejsce                             |
| ----------------------------------- | ----------------------------------- | ----------------------------------- | ----------------------------------- | ----------------------------------- |
| 9 stycznia                          | Sprint na 7,5 km                    | Olga Jakuszowa                      | Anastasija Zagorujko                | Célia Aymonier                      |
| 10 stycznia                         | Sprint na 7,5 km                    | Anaïs Chevalier                     | Jana Bondar                         | Swietłana Slepcowa                  |

| 5. Duszniki-Zdrój Ridnaun-Val Ridanna, 14 – 17 stycznia 2016 | 5. Duszniki-Zdrój Ridnaun-Val Ridanna, 14 – 17 stycznia 2016 | 5. Duszniki-Zdrój Ridnaun-Val Ridanna, 14 – 17 stycznia 2016 | 5. Duszniki-Zdrój Ridnaun-Val Ridanna, 14 – 17 stycznia 2016 | 5. Duszniki-Zdrój Ridnaun-Val Ridanna, 14 – 17 stycznia 2016 |
| Data                                                         | Konkurencja                                                  | miejsce                                                      | miejsce                                                      | miejsce                                                      |
| ------------------------------------------------------------ | ------------------------------------------------------------ | ------------------------------------------------------------ | ------------------------------------------------------------ | ------------------------------------------------------------ |
| 14 stycznia                                                  | Sprint na 7,5 km                                             | Coline Varcin                                                | Olga Jakuszowa                                               | Swietłana Slepcowa                                           |
| 16 stycznia                                                  | Bieg pościgowy na 10 km                                      | Swietłana Slepcowa                                           | Nadine Horchler                                              | Coline Varcin                                                |

| 6. Langdorf, 21 – 23 stycznia 2016 | 6. Langdorf, 21 – 23 stycznia 2016 | 6. Langdorf, 21 – 23 stycznia 2016 | 6. Langdorf, 21 – 23 stycznia 2016 | 6. Langdorf, 21 – 23 stycznia 2016 |
| Data                               | Konkurencja                        | miejsce                            | miejsce                            | miejsce                            |
| ---------------------------------- | ---------------------------------- | ---------------------------------- | ---------------------------------- | ---------------------------------- |
| 21 stycznia                        | Sprint na 7,5 km                   | Olga Jakuszowa                     | Jana Bondar                        | Galina Nieczkasowa                 |
| 22 stycznia                        | Bieg pościgowy na 10 km            | Olga Jakuszowa                     | Swietłana Slepcowa                 | Anna Szczerbinina                  |

| 7. Osrblie, 11 – 14 lutego 2016 | 7. Osrblie, 11 – 14 lutego 2016 | 7. Osrblie, 11 – 14 lutego 2016 | 7. Osrblie, 11 – 14 lutego 2016 | 7. Osrblie, 11 – 14 lutego 2016 |
| Data                            | Konkurencja                     | miejsce                         | miejsce                         | miejsce                         |
| ------------------------------- | ------------------------------- | ------------------------------- | ------------------------------- | ------------------------------- |
| 13 marca                        | Bieg indywidualny na 15 km      | Marine Bolliet                  | Anastasija Zagorujko            | Julia Schwaiger                 |
| 14 lutego                       | Sprint na 7,5 km                | Tiril Eckhoff                   | Fanny Horn Birkeland            | Nadine Horchler                 |

| 8. Martell-Val Martello, 9 – 13 marca 2016 | 8. Martell-Val Martello, 9 – 13 marca 2016 | 8. Martell-Val Martello, 9 – 13 marca 2016 | 8. Martell-Val Martello, 9 – 13 marca 2016 | 8. Martell-Val Martello, 9 – 13 marca 2016 |
| Data                                       | Konkurencja                                | miejsce                                    | miejsce                                    | miejsce                                    |
| ------------------------------------------ | ------------------------------------------ | ------------------------------------------ | ------------------------------------------ | ------------------------------------------ |
| 10 marca                                   | Sprint na 7,5 km                           | Marine Bolliet                             | Hilde Fenne                                | Karolin Horchler                           |
| 12 marca                                   | Sprint na 7,5 km                           | Nadija Biełkina                            | Swietłana Slepcowa                         | Marine Bolliet                             |

### Sztafety
| 2. Ridnaun-Val Ridanna, 11 – 13 grudnia 2015 | 2. Ridnaun-Val Ridanna, 11 – 13 grudnia 2015 | 2. Ridnaun-Val Ridanna, 11 – 13 grudnia 2015                                   | 2. Ridnaun-Val Ridanna, 11 – 13 grudnia 2015                                  | 2. Ridnaun-Val Ridanna, 11 – 13 grudnia 2015                                        |
| Data                                         | Konkurencja                                  | miejsce                                                                        | miejsce                                                                       | miejsce                                                                             |
| -------------------------------------------- | -------------------------------------------- | ------------------------------------------------------------------------------ | ----------------------------------------------------------------------------- | ----------------------------------------------------------------------------------- |
| 11 grudnia                                   | Pojedyncza sztafeta mieszana                 | Francja Anaïs Chevalier · Aristide Bègue                                       | Niemcy Luise Kummer · Matthias Dorfer                                         | Rosja Olga Wiłuchina · Semen Sucziłow                                               |
| 11 grudnia                                   | Sztafeta mieszana 2x6 + 2x7,5 km             | Rosja Witkoria Sliwko · Uljana Kajszewa · Matwiej Jelisiejew · Aleksiej Wołkow | Niemcy Nadine Horchler · Karolin Horchler · Johannes Kühn · Steffen Bartscher | Ukraina Anastasija Merkuszyna · Iryna Warwyneć · Witalij Kilczycki · Dmytro Rusinow |

| 5. Duszniki-Zdrój Ridnaun-Val Ridanna, 14 – 17 stycznia 2016 | 5. Duszniki-Zdrój Ridnaun-Val Ridanna, 14 – 17 stycznia 2016 | 5. Duszniki-Zdrój Ridnaun-Val Ridanna, 14 – 17 stycznia 2016             | 5. Duszniki-Zdrój Ridnaun-Val Ridanna, 14 – 17 stycznia 2016           | 5. Duszniki-Zdrój Ridnaun-Val Ridanna, 14 – 17 stycznia 2016                                |
| Data                                                         | Konkurencja                                                  | miejsce                                                                  | miejsce                                                                | miejsce                                                                                     |
| ------------------------------------------------------------ | ------------------------------------------------------------ | ------------------------------------------------------------------------ | ---------------------------------------------------------------------- | ------------------------------------------------------------------------------------------- |
| 17 stycznia                                                  | Sztafeta mieszana 2x6 + 2x7,5 km                             | Ukraina Julija Żurawok · Nadija Biełkina · Andriej Docenko · Artem Pryma | Rosja Olga Wiłuchina · Olga Jakuszowa · Semen Sucziłow · Anton Babikow | Norwegia Kaia Wøien Nicolaisen · Bente Landheim · Alexander Os · Vetle Sjåstad Christiansen |

| 6. Langdorf, 21 – 23 stycznia 2016 | 6. Langdorf, 21 – 23 stycznia 2016 | 6. Langdorf, 21 – 23 stycznia 2016                                       | 6. Langdorf, 21 – 23 stycznia 2016                                                           | 6. Langdorf, 21 – 23 stycznia 2016                                                   |
| Data                               | Konkurencja                        | miejsce                                                                  | miejsce                                                                                      | miejsce                                                                              |
| ---------------------------------- | ---------------------------------- | ------------------------------------------------------------------------ | -------------------------------------------------------------------------------------------- | ------------------------------------------------------------------------------------ |
| 23 stycznia                        | Pojedyncza sztafeta mieszana       | Ukraina Anastasija Merkuszyna · Artem Tyszczenko                         | Kazachstan Olga Połtaranina · Aleksandr Trifonow                                             | Norwegia Elise Ringen · Kristoffer Skjelvik                                          |
| 23 stycznia                        | Sztafeta mieszana 2x6 + 2x7,5 km   | Ukraina Nadija Biełkina · Jana Bondar · Rusłan Tkałenko · Dmytro Rusinow | Norwegia Sigrid Bilstad Neråsen · Lene Berg Ådlandsvik · Andreas Dahlø Wærnes · Erling Ålvik | Białoruś Nastassia Dubarezawa · Kristina Ilczenko · Jurij Liadow · Alaksandr Darożka |

| 8. Martell-Val Martello, 9 – 13 marca 2016 | 8. Martell-Val Martello, 9 – 13 marca 2016 | 8. Martell-Val Martello, 9 – 13 marca 2016                                      | 8. Martell-Val Martello, 9 – 13 marca 2016                                  | 8. Martell-Val Martello, 9 – 13 marca 2016                                    |
| Data                                       | Konkurencja                                | miejsce                                                                         | miejsce                                                                     | miejsce                                                                       |
| ------------------------------------------ | ------------------------------------------ | ------------------------------------------------------------------------------- | --------------------------------------------------------------------------- | ----------------------------------------------------------------------------- |
| 13 marca                                   | Sztafeta mieszana 2x6 + 2x7,5 km           | Rosja Swietłana Slepcowa · Anna Szczerbinina · Semen Sucziłow · Aleksiej Slepow | Francja Coline Varcin · Marine Bolliet · Aristide Bègue · Antonin Guigonnat | Ukraina Julija Żurawok · Nadija Biełkina · Dmytro Rusinow · Władimir Siemakow |
| 13 marca                                   | Pojedyncza sztafeta mieszana               | Rosja Galina Nieczkasowa · Jurij Szopin                                         | Norwegia Thekla Brun-Lie · Vetle Sjåstad Christiansen                       | Francja Julia Simon · Florent Claude                                          |

### Wyniki Polaków
Kobiety
| Zawodniczka | SP | SP | SP | PU | IN  | SP  | SP | SP | SP  | PU | SP | PU  | IN  | SP  | SP | PU | MS | SP | SP  |
| M. Gwizdoń  | 1  | –  | –  | –  | –   | –   | –  | –  | –   | –  | –  | –   | –   | –   | –  | –  | –  | –  | –   |
| P. Hojnisz  | 34 | 10 | 58 | 34 | 42  | 59  | 63 | 29 | DNF | q  | 33 | 26  | 45  | DNS | –  | –  | –  | 63 | DNS |
| B. Lassak   | –  | 76 | –  | –  | –   | –   | 79 | 68 | 80  | q  | –  | –   | –   | –   | –  | –  | –  | –  | –   |
| A. Mąka     | 71 | 19 | 17 | 29 | 27  | 31  | 38 | 26 | 59  | 49 | 46 | DNS | 28  | 44  | –  | –  | –  | 41 | 9   |
| K. Mitoraj  | –  | –  | –  | –  | DNS | DNS | 9  | 46 | –   | –  | –  | –   | DNS | 28  | –  | –  | –  | –  | –   |
| K. Pitoń    | 56 | 56 | 20 | 31 | 33  | 22  | 34 | 67 | 38  | 45 | 26 | 30  | 51  | 22  | –  | –  | –  | 31 | 32  |
| K. Żuk      | 48 | 62 | 50 | 44 | –   | –   | –  | –  | –   | –  | –  | –   | DNS | 54  | –  | –  | –  | 27 | 17  |

Mężczyźni
| Zawodnik          | SP | SP  | SP  | PU | IN | SP | SP | SP | SP  | PU | SP | PU | IN  | SP | SP | PU | MS | SP | SP |
| K. Cymerman       | –  | –   | 86  | q  | 75 | 69 | –  | –  | –   | –  | –  | –  | –   | –  | –  | –  | –  | –  | –  |
| B. Filip          | 85 | DNS | –   | –  | –  | –  | –  | –  | 104 | q  | –  | –  | –   | –  | –  | –  | –  | –  | –  |
| T. Jakieła        | 70 | 73  | –   | –  | –  | –  | 82 | 65 | 86  | q  | –  | –  | –   | –  | –  | –  | –  | 78 | 39 |
| M. Janik          | –  | –   | DNS | q  | –  | –  | –  | –  | –   | –  | –  | –  | –   | 56 | –  | –  | –  | –  | –  |
| A. Nędza-Kubiniec | –  | –   | 55  | 46 | 68 | 42 | 72 | 71 | 74  | q  | 64 | q  | 58  | 62 | –  | –  | –  | 74 | 60 |
| M. Nędza-Kubiniec | –  | –   | –   | –  | –  | –  | –  | –  | –   | –  | –  | –  | 75  | –  | –  | –  | –  | –  | –  |
| R. Penar          | 42 | 50  | –   | –  | –  | –  | 73 | 84 | –   | –  | –  | –  | 34  | 65 | –  | –  | –  | –  | –  |
| K. Pływaczyk      | 43 | 35  | 45  | 47 | 67 | 22 | 39 | 33 | –   | –  | –  | –  | DNF | 59 | –  | –  | –  | –  | –  |
| Ł. Szczurek       | –  | –   | –   | –  | 51 | 68 | –  | –  | –   | –  | –  | –  | –   | –  | –  | –  | –  | –  | –  |
| T. Zięba          | –  | –   | –   | –  | –  | –  | –  | –  | –   | –  | –  | –  | –   | –  | –  | –  | –  | 58 | 41 |

Sztafety mieszane
| RM | RM | RM | RM | RM |
| -- | -- | -- | -- | -- |
| 20 | 14 | 12 | –  | 9  |

Pojedyncze sztafety mieszane
| SR | SR | SR | SR |
| -- | -- | -- | -- |
| 10 | 7  | –  | 9  |

| Legenda oznaczeń | Legenda oznaczeń                                                          |
| ---------------- | ------------------------------------------------------------------------- |
| SP               | Sprint                                                                    |
| PU               | Bieg pościgowy (na dochodzenie)                                           |
| IN               | Bieg indywidualny                                                         |
| MS               | Bieg masowy                                                               |
| RL               | Sztafeta                                                                  |
| MR               | Sztafeta mieszana                                                         |
| SR               | Pojedyncza sztafeta mieszana                                              |
| DNS              | Zawodnik/czka został/a zgłoszony/a do rywalizacji, ale nie wystartował/a. |
| DNF              | Zawodnik/czka nie ukończył/a biegu.                                       |
| DSQ              | Zawodnik/czka został/a zdyskwalifikowany/a.                               |
| LPD              | Zawodnik/czka został/a zdublowany/a.                                      |
| q                | Zawodnik/czka nie zakwalifikował/a się do biegu pościgowego.              |
| –                | Zawodnik/czka nie startował/a w konkursie.                                |
| odw.             | Zawody zostały odwołane.                                                  |
| Kolory           |                                                                           |
| Złoty            | Pierwsze miejsce                                                          |
| Srebrny          | Drugie miejsce                                                            |
| Brązowy          | Trzecie miejsce                                                           |
| Jasnoniebieski   | miejsca 4 - 40                                                            |
| czerwony         | DSQ, DNF, DNS                                                             |

## Klasyfikacje

### Mężczyźni
| Miejsce | Zawodnik           | Punkty |
| ------- | ------------------ | ------ |
| 1.      | Matwiej Jelisiejew | 679    |
| 2.      | Florian Graf       | 595    |
| 3.      | Petr Paszczenko    | 586    |
| 4.      | Anton Babikow      | 542    |
| 5.      | Matthias Bischl    | 480    |
| 6.      | Jurij Szopin       | 431    |
| 7.      | Fabien Claude      | 387    |
| 8.      | Florent Claude     | 360    |
| 9.      | Steffen Bartscher  | 338    |
| 10.     | Aristide Bègue     | 313    |

| Miejsce | Zawodnik                   | Punkty |
| ------- | -------------------------- | ------ |
| 11.     | Alaksandr Darożka          | 311    |
| 12.     | Aleksiej Slepow            | 310    |
| 13.     | Semen Sucziłow             | 303    |
| 14.     | Lorenz Wäger               | 301    |
| 15.     | Antonin Guigonnat          | 300    |
| 16.     | Vetle Sjåstad Christiansen | 294    |
| 17.     | Friedrich Pinter           | 286    |
| 18.     | Matthias Dorfer            | 284    |
| 19.     | Johannes Kühn              | 280    |
| 20.     | Vegard Gjermundshaug       | 271    |

| Miejsce | Zawodnik           | Punkty |
| ------- | ------------------ | ------ |
| 1.      | Matwiej Jelisiejew | 120    |
| 2.      | Anton Babikow      | 81     |
| 3.      | Jurij Szopin       | 77     |
| 4.      | Florian Graf       | 77     |
| 5.      | Matthias Dorfer    | 74     |
| 6.      | Aristide Bègue     | 66     |
| 7.      | Antonin Guigonnat  | 57     |
| 8.      | Krasimir Anew      | 54     |
| 9.      | Matthias Bischl    | 48     |
| 10.     | Johannes Kühn      | 48     |

| Miejsce | Zawodnik           | Punkty |
| ------- | ------------------ | ------ |
| 1.      | Petr Paszczenko    | 429    |
| 2.      | Matwiej Jelisiejew | 380    |
| 3.      | Florian Graf       | 340    |
| 4.      | Matthias Bischl    | 332    |
| 5.      | Fabien Claude      | 300    |
| 6.      | Steffen Bartscher  | 256    |
| 7.      | Anton Babikow      | 244    |
| 8.      | Friedrich Pinter   | 237    |
| 9.      | Jurij Szopin       | 235    |
| 10.     | Alaksandr Darożka  | 223    |

| Miejsce | Zawodnik                   | Punkty |
| ------- | -------------------------- | ------ |
| 1.      | Anton Babikow              | 174    |
| 2       | Matwiej Jelisiejew         | 171    |
| 3.      | Florian Graf               | 136    |
| 4.      | Florent Claude             | 126    |
| 5.      | Jurij Szopin               | 119    |
| 6.      | Petr Paszczenko            | 118    |
| 7.      | Philipp Horn               | 98     |
| 8.      | Vetle Sjåstad Christiansen | 91     |
| 9.      | Alaksandr Darożka          | 88     |
| 10.     | Lorenz Wäger               | 87     |

| Miejsce | Kraj     | Punkty |
| ------- | -------- | ------ |
| 1.      | Rosja    | 7580   |
| 2.      | Niemcy   | 6864   |
| 3.      | Norwegia | 6641   |
| 4.      | Francja  | 6463   |
| 5.      | Austria  | 6092   |
| 6.      | Ukraina  | 5898   |
| 7.      | Czechy   | 5818   |
| 8.      | Białoruś | 5380   |
| 9.      | Włochy   | 4837   |
| 10.     | Bułgaria | 4325   |

### Kobiety
| Miejsce | Zawodniczka           | Punkty |
| ------- | --------------------- | ------ |
| 1.      | Nadine Horchler       | 633    |
| 2.      | Swietłana Slepcowa    | 620    |
| 3.      | Galina Nieczkasowa    | 574    |
| 4.      | Olga Jakuszowa        | 559    |
| 5.      | Marine Bolliet        | 452    |
| 6.      | Anna Szczerbinina     | 450    |
| 7.      | Witkoria Sliwko       | 414    |
| 8.      | Anastasija Merkuszyna | 403    |
| 9.      | Karolin Horchler      | 384    |
| 10.     | Coline Varcin         | 382    |

| Miejsce | Zawodniczka          | Punkty |
| ------- | -------------------- | ------ |
| 11.     | Annika Knoll         | 346    |
| 12.     | Barbora Tomešová     | 332    |
| 13.     | Luise Kummer         | 329    |
| 14.     | Jana Bondar          | 314    |
| 15.     | Alexia Runggaldier   | 314    |
| 16.     | Anastasija Zagorujko | 286    |
| 17.     | Uljana Kajszewa      | 284    |
| 18.     | Chloé Chevalier      | 274    |
| 19.     | Jessica Jislová      | 265    |
| 20.     | Lene Berg Ådlandsvik | 263    |

| Miejsce | Zawodniczka           | Punkty |
| ------- | --------------------- | ------ |
| 1.      | Swietłana Slepcowa    | 84     |
| 2.      | Alexia Runggaldier    | 72     |
| 3.      | Marine Bolliet        | 70     |
| 4.      | Nadine Horchler       | 59     |
| 5.      | Witkoria Sliwko       | 58     |
| 6.      | Carolin Leunig        | 57     |
| 7.      | Lene Berg Ådlandsvik  | 54     |
| 7.      | Anastasija Zagorujko  | 54     |
| 9.      | Lea Johanidesová      | 54     |
| 10.     | Anastasija Merkuszyna | 53     |

| Miejsce | Zawodniczka           | Punkty |
| ------- | --------------------- | ------ |
| 1.      | Nadine Horchler       | 412    |
| 2.      | Galina Nieczkasowa    | 366    |
| 3.      | Olga Jakuszowa        | 356    |
| 4.      | Swietłana Slepcowa    | 351    |
| 5.      | Anna Szczerbinina     | 291    |
| 6.      | Anastasija Merkuszyna | 289    |
| 7.      | Marine Bolliet        | 266    |
| 8.      | Jana Bondar           | 263    |
| 9.      | Karolin Horchler      | 263    |
| 10.     | Coline Varcin         | 260    |

| Miejsce | Zawodniczka        | Punkty |
| ------- | ------------------ | ------ |
| 1.      | Swietłana Slepcowa | 183    |
| 2       | Galina Nieczkasowa | 157    |
| 3.      | Olga Jakuszowa     | 148    |
| 4.      | Nadine Horchler    | 148    |
| 5.      | Witkoria Sliwko    | 121    |
| 6.      | Chloé Chevalier    | 110    |
| 7.      | Anna Szczerbinina  | 101    |
| 8.      | Olga Połtaranina   | 101    |
| 9.      | Karolin Horchler   | 90     |
| 10.     | Marine Bolliet     | 90     |

| Miejsce | Kraj       | Punkty |
| ------- | ---------- | ------ |
| 1.      | Rosja      | 7429   |
| 2.      | Niemcy     | 6639   |
| 3.      | Norwegia   | 6524   |
| 4.      | Ukraina    | 6203   |
| 5.      | Francja    | 6094   |
| 6.      | Czechy     | 5884   |
| 7.      | Austria    | 5468   |
| 8.      | Szwajcaria | 5101   |
| 9.      | Polska     | 4936   |
| 10.     | Szwecja    | 4724   |